# In a Silent Way (film)
Pour les articles homonymes, voir In a Silent Way.
Pour plus de détails, voir Fiche technique et Distribution.
In a Silent Way est un documentaire belge inspiré par le parcours du groupe britannique Talk Talk. 

## Synopsis
Une équipe de cinéma sillonne les côtes anglaises pour tenter de percer le mystère entourant un disque paru 30 ans plus tôt, Spirit of Eden, et le passage de la lumière à l’ombre de ses auteurs Talk Talk. De rencontres incertaines en captation sonores inattendues, leur voyage va se transformer en quête du silence. Avec le punk comme philosophie, considérant que la musique est accessible à tous et l’esprit se situe au-dessus de la technique.

## Histoire
Tourné entre 2016 et 2019, avant le décès du chanteur et compositeur Mark Hollis, le film s'intéresse au virage opéré par ce groupe passé de la pop à une musique expérimentale avec ses deux derniers albums, Spirit of Eden (1988) et Laughing Stock (1991), considérés à l'époque comme un suicide commercial, ainsi qu'à l'unique album solo de Mark Hollis (1998).
C'est le premier film consacré à Talk Talk, dont les membres (le bassiste Paul Webb, le batteur Lee Harris, le producteur Tim Friese-Greene) ont toujours refusé de participer à un documentaire les concernant, et plus particulièrement Mark Hollis dont un courrier, au cœur du film, explique la raison de ce refus : il souhaite « laisser ces disques exister par eux-mêmes ». À la suite de cet échange avec Mark Hollis, Gwenaël Breës explique avoir hésité à poursuivre : « C’est la question éthique qui m’a fait hésiter : est-ce que j’allais faire un film contre la volonté de ceux à qui je voulais rendre hommage, et célébrer leur radicalité en la trahissant ? J’ai beaucoup réfléchi aux quelques phrases de Mark Hollis, et je suis arrivé à la conclusion qu’il existait un espace pour faire ce film tout en respectant son intégrité. Cet espace, c’est celui de ma relation à cette musique : ces disques existent, on peut encore les acheter chez les disquaires, je les écoute depuis très longtemps, ils font partie de mon intimité et ça, ça m’appartient. » Le documentaire se construit ainsi sur le paradoxe de rendre hommage à une musique dont les auteurs ne veulent pas qu'on s'intéresse à eux, et en ce sens le réalisateur admet avoir volontairement évité de faire « un film commercial sur Talk Talk. (…) C’est vrai que j’aurais pu jouer le carte du mystère, accepter un autre formatage (…), trouver des détails sur sa vie privée… le film aurait connu une plus grande diffusion. »
Son titre fait référence au silence médiatique et musical de Talk Talk, et est aussi une allusion à In a Silent Way, l'un des albums les plus expérimentaux de Miles Davis.

## Distribution
Plusieurs artistes ayant collaboré avec Talk Talk ont accepté de participer au documentaire : James Marsh, peintre de toutes les pochettes du groupe ; Phill Brown, ingénieur du son de Spirit of Eden, Laughing Stock et de l'album solo de Mark Hollis (1998) ; Ian Curnow, claviériste sur It's My Life (album de Talk Talk) et The Colour of Spring ; Simon Edwards, bassiste sur les deux derniers disques du groupe ; Martin Ditcham, percussionniste à partir de The Colour of Spring. 
D'autres témoins s'expriment dans le film, tels Jim Irvin, journaliste aux magazines Mojo (magazine) et Melody Maker et ancien chanteur du groupe Furniture, d'anciens techniciens des Studios Wessex où Talk Talk enregistra ses deux derniers albums, ainsi que plusieurs musiciens de la scène Pub rock de Southend-on-Sea où Mark Hollis fit ses débuts musicaux en 1976 : le guitariste Wilko Johnson de Dr. Feelgood (groupe), le chanteur Barrie Masters d'Eddie and the Hot Rods, l'harmoniciste Lew Lewis...

## Bande originale
Mark Hollis refusant l'usage de musiques de Talk Talk pour tout documentaire qui serait consacré au groupe, le réalisateur a choisi « d'ouvrir un espace de création musicale dans le documentaire, parce qu'au-delà de l'histoire d'un groupe qui n'existe plus depuis 30 ans, ce qui est intéressant et actuel c'est ce que la musique nous procure, nous inspire. »
Cinq musiciens français et belges ont été réunis pour l'occasion et ont improvisé la musique utilisée dans le montage du film : le batteur Benjamin Colin, le contrebassiste et vocaliste Fantazio, le guitariste Clément Nourry, l'altiste et claviériste Alice Perret et le saxophoniste Grégoire Tirtiaux.

## Diffusion et distinctions
In a Silent Way a eu sa première mondiale au Festival international du film documentaire de Copenhague en mars 2020. Il a ensuite été présenté dans une vingtaine de festivals internationaux de cinéma, notamment au Festival international du film d'Athènes, au Festival international du cinéma indépendant de Buenos Aires, et en compétition au Festival international de films sur la musique (FAME) de la Gaîté-Lyrique à Paris.
En août 2021, il a été diffusé par la chaîne de télévision belge RTBF. 
En septembre 2021, il a reçu le Prix du meilleur documentaire musical attribué par le jury du festival Musical Ecran à Bordeaux.
En novembre 2021, il a reçu le Prix du film sur l'art au Brussels Art Film Festival avant sa sortie en salles en Belgique où il est resté 10 semaines à l'affiche à Bruxelles.
Début 2022, il a été diffusé en vidéo à la demande par la plateforme Tënk consacrée au documentaire d'auteur et par le site d'information Mediapart.

## Réception critique
Adrien Corbeel de la RTBF voit dans In a Silent Way « une curieuse anomalie dans le paysage surchargé et homogène des documentaires musicaux » : « ce film se dresse dans toute sa splendeur absurde — une excentricité née de la contrainte qui charme par sa débrouillardise et sa liberté de ton. »
Dans le média indépendant français Mowno, Nikolaï Lewandowski écrit qu'en décidant « de s’affranchir des codes rigides du documentaire pour délivrer un road-movie introspectif et philosophique (…), In a Silent Way séparera le public en deux camps : documentaire prétentieux et futile pour le premier, exercice de style réussi pour le second. »
Pour Nicolas Julliard de la Radio télévision suisse, le refus de Mark Hollis de participer à un documentaire le concernant et l'interdiction faite au réalisateur d'utiliser les musiques de Talk Talk font que « La quête, plus que le résultat, devient alors le sujet du long métrage : retournant sur les lieux de création de son héros, Gwenaël Breës nous donne à ressentir par l'image, par un travail remarquable sur le son et la musique ajoutée, cette Angleterre maritime à la misère palpable. De stations balnéaires décaties en studios désaffectés, la caméra traque les fantômes de l'inspiration, l'esprit des lieux dans lesquels Mark Hollis a sublimé l'ordinaire. ».
« Par conséquent », poursuit Wyndham Wallace dans Classic Pop Magazine, « ce qui commence comme une quête de la vérité derrière certains des plus grands disques jamais réalisés finit - comme souvent - par se plier à la volonté d'Hollis, provoquant un film moins accessible mais finalement plus inventif qui reste sous l'emprise du pouvoir de l'énigme. Hollis, on s'en doute, aurait approuvé. »
Car ce sont toutes ces restrictions qui ont permis au réalisateur de trouver « la force et la forme d'un fascinant documentaire », selon Julien Broquet dans l'hebdomadaire belge Le Vif/L'Express. « Gwenaël Breës a fait de cette absence un motif, une pulsion sourde (…). Il a cherché ailleurs, à côté, creusé autour », poursuit François Gorin dans Télérama : « Drôle de film qui, tout en échouant à capter son sujet dans les formes habituelles, réussit à trouver par la respiration de l’image, l’aveu clair de son impuissance et sa résignation même, à entrer en résonance avec Talk Talk et sa musique, que le spectateur s’empressera d’aller réécouter… ou découvrir. ».
Dans Section26, webzine pop créé par des anciens collaborateurs de Magic, Cédric Rassat estime que « malgré tous ces obstacles, le film est une vraie réussite et parvient, assez miraculeusement, à faire émerger quelques vérités sur la nature extravagante du travail de Mark Hollis et Tim Friese-Greene ». Ce qui fait dire à Charles Van Dievort dans le quotidien belge La DH Les Sports+ qu'il s'agit d'un « pari audacieux et complètement fou », qui selon le site Cinevox « relève un brillant défi, celui de capter l’insaisissable » et selon Mediapart est « un défi réussi qui, tout en ouvrant des portes sur ce qu’est la création, donne furieusement envie de chanter ».
Pour Jean Thooris dans le webzine musical français Sun Burns Out, In a Silent Way « est moins un portrait de Mark Hollis qu’une démarche personnelle afin de mieux comprendre les beautés ensorceleuses de Spirit of Eden et Laughing Stock ». Dans le même média, Benjamin Berton considère que le documentaire s’avère être « d’une intelligence et d’une finesse qui fait directement écho à la présence/absence du génie de Talk Talk. À tout point de vue, c’est une réussite exemplaire… L’image est magnifique, les rencontres sublimes et la réalisation pleine de ressort. »
Gorik De Henau dans le webzine flamand Fantômas considère que « Les images d'ingénieurs du son capturant auditivement une chenille ou des tiges d'herbe qui se balancent font penser au documentaire Ryuichi Sakamoto: Coda, dans lequel le technicien du son japonais s'approche avec son micro de la banquise et des éclaboussures des régions polaires. »
Pour Jérôme Provençal dans Politis, c'est « un film très juste, empreint de mélancolie mais non dénué d’humour, qui laisse autant d’espace à l’imaginaire que la musique de Talk Talk. » Clément Beuchillot dans le webzine culturel Feather Mag évoque quant à lui un documentaire « à mi-chemin entre le journal filmé et le documentaire, à l’image de l’artiste, sans spectacle, avec distance et inventivité. »
Dans le quotidien belge Le Soir, le critique de cinéma Didier Stiers classe In a Silent Way parmi les 10 meilleurs films de l'année 2021.

## Autour du film
La diffusion de In a Silent Way dans des festivals français, début 2021, s'est accompagnée d'une série d'articles écrits par le réalisateur pour le magazine Gonzaï, retraçant de manière détaillée le parcours atypique de Talk Talk. 
La sortie du film en Belgique, fin 2021, s'est accompagnée par la diffusion sur la RTBF de deux épisodes de l'émission radiophonique Un Jour dans l'Histoire consacrés à Talk Talk et Mark Hollis, et intitulés Notre image c’est notre musique et Capter l’essence de la musique.

## Liens  externes
- Ressources relatives à l'audiovisuel :   - IMDb
  - LUMIERE
  - The Movie Database
- Site officiel
- In a Silent Way, sur le site de Dérives - Atelier de production
- Talk Talk revisited, une série d'articles sur la carrière du groupe et de ses membres écrite en marge du film et publiée par le magazine français Gonzaï